# Blanche Stuart Scott
Blanche Stuart Scott (n. 8 aprilie 1885 - d. 12 ianuarie 1970), cunoscută și ca Betty Scott a fost prima femeie-aviator din SUA.
Tatăl său a fost un om de afaceri prosper și pasionat de automobile și astfel ea a început să șofeze încă de la 10 ani, ca la 25 de ani să devină prima femeie care a străbătut la volan teritoriul american.
Este cunoscută de Glenn Curtiss și insistă ca acesta să îi ofere lecții de zbor, fiind prima femeie care beneficiază de acest privilegiu.
Devine pilot de încercare, dar în 1916 se retrage din activitatea aviatică și aceasta datorită dezinteresului publicului și a mentalității epocii care nu permitea accesul unei femei ca inginer sau mecanic în aeronautică.